# Vombisidris occidua
Vombisidris occidua är en myrart som beskrevs av Bolton 1991. Vombisidris occidua ingår i släktet Vombisidris och familjen myror. Inga underarter finns listade i Catalogue of Life.